# Bentley Arnage Final Series
De Bentley Arnage Final Series is een model van de Britse automobielconstructeur Bentley. De Final Series (laatste reeks) kwam er als afscheid van de Arnage, die na deze serie in oplage van slechts 150 stuks uit productie gaat. Hiermee kwam er ook een eind aan het bestaan van zijn motor, de 6.75 V8. Voor dit model werd de techniek van de Arnage T gecombineerd met de luxe van de Arnage R.
De auto heeft 20"-wielen en "Final Series"-plaatjes. De koper kreeg er ook vier Bentley-paraplu's bij.